# Pochuta
Pochuta är en kommunhuvudort i Guatemala.   Den ligger i departementet Departamento de Chimaltenango, i den sydvästra delen av landet, 60 km väster om huvudstaden Guatemala City. Pochuta ligger 999 meter över havet och antalet invånare är 3 879.
Terrängen runt Pochuta är bergig norrut, men söderut är den kuperad. Runt Pochuta är det ganska tätbefolkat, med 70 invånare per kvadratkilometer. Närmaste större samhälle är San Lucas Tolimán, 8,4 km nordväst om Pochuta. I omgivningarna runt Pochuta växer i huvudsak städsegrön lövskog.